# وینکیو
وینکیو (به ایتالیایی: Vinchio) یک کومونه در ایتالیا است که در استان آسته واقع شده‌است.

## خصوصیات
وینکیو ۹٫۳ کیلومترمربع مساحت و ۶۶۷ نفر جمعیت دارد و ۲۶۹ متر بالاتر از سطح دریا واقع شده‌است.